# Rödskär (vid Utö, Korpo)
Rödskär är öar i Finland. De ligger i Skärgårdshavet eller Norra Östersjön och i kommunen Pargas i landskapet Egentliga Finland, i den sydvästra delen av landet. Öarna ligger omkring 92 kilometer sydväst om Åbo och omkring 210 kilometer väster om Helsingfors. Rödskär ligger 3 meter över havet.
Arean för den av öarna koordinaterna pekar på är 1,6 hektar och dess största längd är 260 meter i nord-sydlig riktning.